# Зимова Універсіада 1981
Зимова Універсіада 1981 — X зимова Універсіада, що пройшла в місті Хака (Іспанія) з 25 лютого по 4 березня 1981 року.

## Медальний залік
| Місце  | Країна         | Золото | Срібло | Бронза | Загалом |
| ------ | -------------- | ------ | ------ | ------ | ------- |
| 1      | СРСР           | 8      | 6      | 4      | 18      |
| 2      | Чехословаччина | 4      | 4      | 2      | 10      |
| 3      | Італія         | 2      | 2      | 5      | 9       |
| 4      | Франція        | 2      | 1      | 2      | 5       |
| 5      | Болгарія       | 2      | 0      | 1      | 3       |
| 6      | Канада         | 1      | 0      | 0      | 1       |
| 7      | Фінляндія      | 0      | 2      | 2      | 4       |
| 8      | Японія         | 0      | 2      | 2      | 4       |
| 9      | Югославія      | 0      | 2      | 0      | 2       |
| 10     | США            | 0      | 0      | 1      | 1       |
| Всього | Всього         | 19     | 19     | 19     | 57      |